# 皮膚テスト
皮膚テストまたは皮膚アレルギー検査（英: skin allergy test）は、アレルギーの医学的診断方法で、小さな、制御されたアレルギー反応を引き起こすものである。
皮膚テストには、プリックテスト、スクラッチテスト、皮内テスト、P-Kテスト、パッチテスト、等が含まれる。

## 方法
微視的な量のアレルゲンを、さまざまな手段によって患者の皮膚に入れる ：

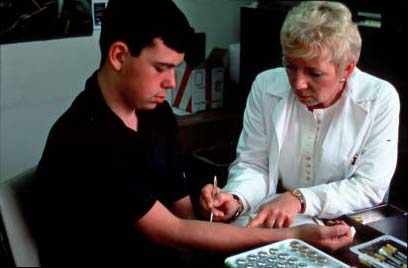
皮膚アレルギー検査を受けている人

- 皮膚プリックテスト ：少量のアレルゲンを含む針またはピンで皮膚を刺す[2]。
- 皮膚スクラッチテスト ：ランセット（穿刺針）の鈍らせた底を用い、皮膚の深いところまで引っかく[3]。
- 皮内反応 ：少量のアレルゲンを皮下注射器で真皮の下に注入する。
- 皮膚スクレイプ試験 ：表皮の表層を除去するために、鋭匙（えいひ）を用い、表面擦過を行う[4]。
- パッチテスト ：皮膚にアレルゲンを含んだパッチを貼付する。

発疹、蕁麻疹（じんましん、または最悪の場合アナフィラキシーの形で免疫応答が見られる場合、患者はそのアレルゲンに対して過敏症（またはアレルギー）を持っていると結論付けることができる。アレルゲンを特定するために、さらにテストを行うこともある。
「皮膚スクラッチテスト」と呼ばれる方法は、感染の可能性が高まるため、あまり一般的には使用されない。一方、「皮膚スクレイプ試験」は痛みがなく、色素沈着を残さず、皮膚の表層に限定されているため感染のリスクがない。
数分で特定されるアレルギー反応もあれば、数日かかるものもある。テストが陽性であるすべての場合、皮膚は隆起し、赤くなり、かゆみを生じる。結果は記録される。大きな腫れは、被験者がその特定のアレルゲンに対してより敏感であることを示す。陰性である場合、アレルギーを決定的に除外するものではない。しばしば、濃度を調整する必要があり、そうしないと体が反応を引き出すことができない。
かつては皮内テストが日常的に行われていたが、安全性・簡便性等の理由でプリックテストやスクラッチテストが行われることが多くなった。皮内テストの場合は使用アレルゲン濃度をプリックテストの100～10000倍希釈する等の配慮が必要であり、皮内注射自体が皮下に入らないような術者の慣れを要する。皮内への通常のアレルゲン注入量は0.02mlで約4～5mm径の膨疹となるが、ツベルクリン反応のみ0.1ml注入と規定されていて膨疹は約10㎜径になる。遅延型反応を見るパッチテスト以外は主に即時型反応判定に使われ通常15分後に判定する。

### 即時反応試験

腕で行う皮膚テスト

プリック、スクラッチ、スクレイプのテストでは、精製されたアレルゲンを数滴置き、通常は前腕の皮膚表面に刺す。このテストは通常、ペットのフケ、ほこり、花粉、食物、またはダニに対するアレルギーを識別するために行われる。皮内注射は、皮膚表面のすぐ下に少量のアレルゲンを注射することにより行われる。このテストは、ペニシリンや蜂毒などの薬物に対するアレルギーを評価するために行われる。

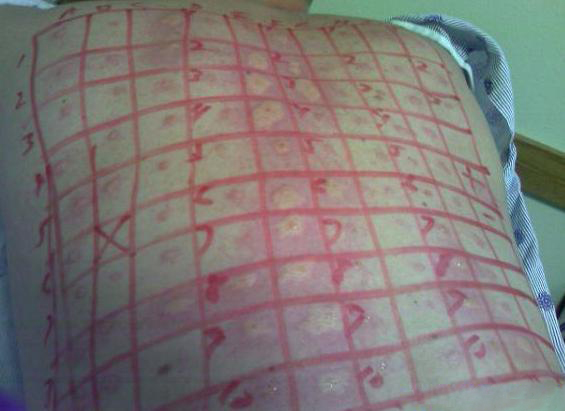
背中で行う皮膚テスト

皮膚が想定どおりに反応することを確認するために、ヒスタミンなどの実績のあるアレルゲンとグリセリンなどの非アレルゲンを使用して、すべての皮膚アレルギーテストも実行される。大多数の人はヒスタミンに反応し、グリセリンには反応しない。皮膚がこれらのアレルゲンに適切に反応しない場合、おそらく他のアレルゲンに反応しない。これらの結果は、偽陰性として解釈される 。

### 遅延反応試験

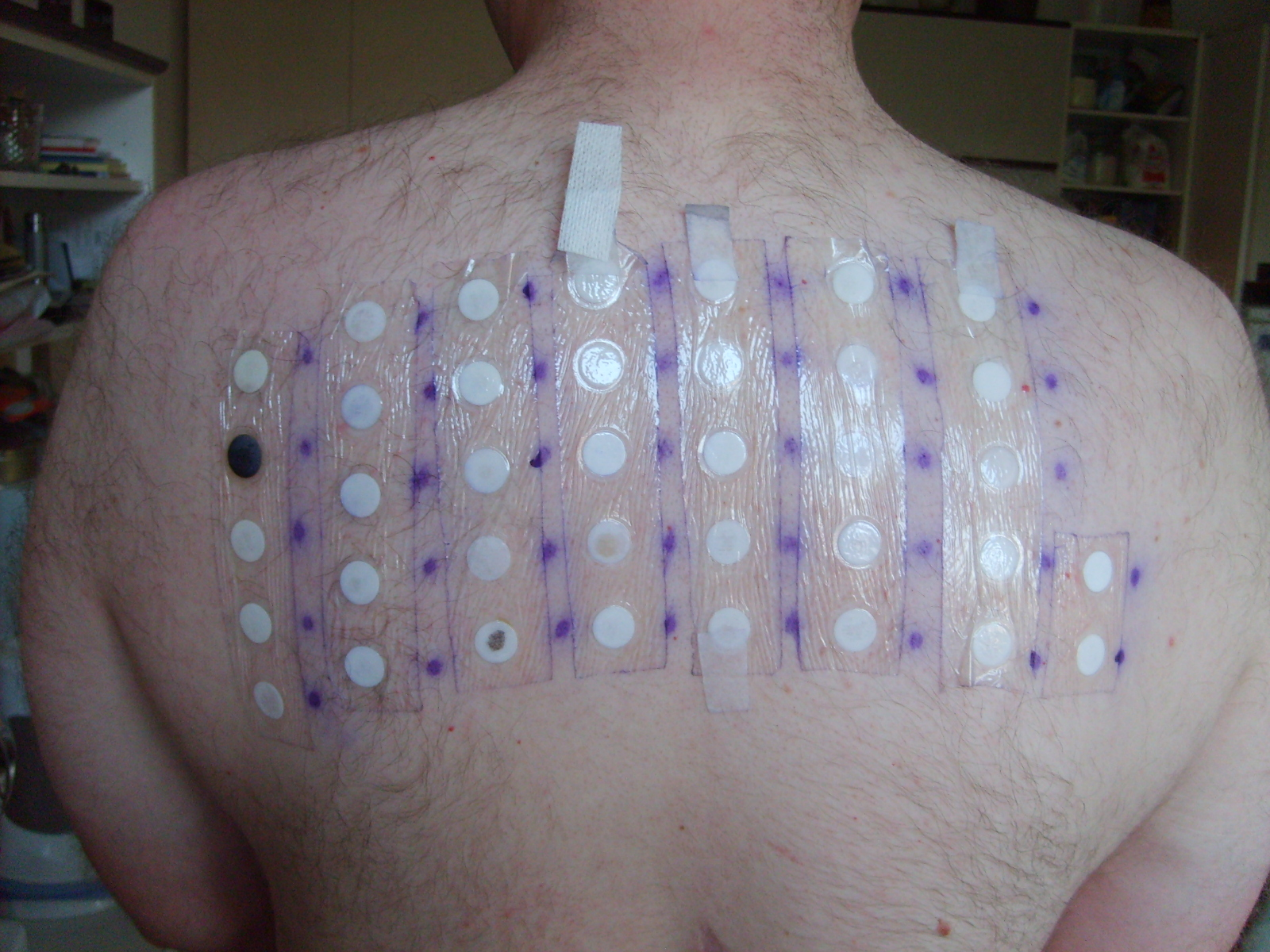
パッチテスト

パッチテストでは、異なるアレルゲンを含む大きなパッチを使用する。パッチは、通常は背中の皮膚に貼付される。パッチのアレルゲンには、ラテックス、医薬品、防腐剤、染毛剤、香料、樹脂、さまざまな金属、が含まれる。

### 皮膚試験限界希釈法
皮内試験とも呼ばれ、この皮膚試験限界希釈法（Skin end point titration; SET）は、アレルギー反応を測定するために、濃度を増加させながらアレルゲンの皮内注射を用いる。重度のアレルギー反応を防ぐために、テストは非常に希薄な溶液で開始される。10分後、皮膚の小さな腫れである膨疹の成長を測定する。10分間で2 mmの成長はプラスと判定される。その場合、応答を確認するために高濃度の2回目の注入が行われる。終点は、膨疹のサイズの増加を引き起こす抗原の濃度で、確認的膨疹が続く。膨疹が13 mmより大きくなる場合、これは主要な反応と見なされるため、それ以上の注入は行われない。
アレルゲン皮下注射による減感作療法を行う際も、開始時の濃度閾値を決定するために同アレルゲン希釈系列の皮内テストを行う。

## 準備
皮膚テストに必要な主要な準備は、特にない。最初の問診で、被験者の病歴を確認し、身体検査が行われる。検査の妨げになる可能性があるため、用いている薬のリストを持参する必要がある。他の薬と併せることで、重度のアレルギー反応が起きる可能性を高める可能性がある。一般的に皮膚の検査を妨げる薬物には以下がある：
- アレグラ、クラリチン、レスタミン、ジルテックなどの抗ヒスタミン薬
- アミトリプチリン、ドキセピンのような抗うつ薬
- タガメットやザンタックのような制酸薬

皮膚テストを受ける者は、アナフィラキシーがいつでも起こる可能性があることを理解する必要がある。そのため、次の症状のいずれかが発生した場合は、すぐに医師の診察を受けることが推奨される：
- 発熱（それほど高熱ではない）
- 立ちくらみやめまい
- 喘鳴または息切れ
- 広範な皮膚発疹
- 顔、唇、または口の腫れ
- 嚥下困難または会話困難

## 禁忌
皮膚テストは軽微な手技のように見えるかもしれないが、検査後に発生する可能性のある腫れた赤い隆起（じんましん）を含む、いくつかのリスクがある。じんましんは通常、試験後数時間で消える。まれに、1〜2日続くことがある。これらのじんましんはかゆみを伴う場合があり、市販のヒドロコルチゾンクリームを塗布することでもっともよく治癒する。非常にまれなケースでは、本格的なアレルギー反応を起こすことがある。皮膚テストを行う医師は、アナフィラキシー反応が発生した場合に備えて、常に機器と薬を用意している。これが、医療機関ではない店や、医療訓練を受けていない人々によって行われる皮膚テストを受けてはならない主な理由である。
アレルギー症状を治療するために一般的に使用される抗ヒスタミン薬は、テスト対象のアレルゲンに皮膚が反応するのを防ぐことができるため、皮膚テストを妨害する。抗ヒスタミン薬を服用している場合は、別の形式のアレルギー検査を選択するか、検査前に一時的に抗ヒスチン薬の服用を中止する必要がある。必要な期間は、特定の薬に応じて、1日または2〜10日以上の範囲である。三環系抗うつ薬、フェノチアジン系の抗精神病薬、および胃腸障害に使用されるいくつかの種類の薬物など、主に抗ヒスタミン薬として使用されない一部の薬物は、同様に皮膚テストを妨げる可能性がある 。
重度の全身性皮膚疾患または急性皮膚感染症を現に発症している者は、皮膚の検査を受けるべきではない。また、アナフィラキシーショックのリスクが高くなっている人、たとえばごく少量のアレルゲンでも非常に敏感であることがわかっている人は、皮膚の検査を避ける必要がある。
皮膚テストの他に、血液中の特定の抗体を測定する血液検査がある。IgE抗体はアレルギーにおいて重要な役割を果たすが、血液中のIgE抗体レベルは、アレルギー反応と常に相関するとは限らない。
さまざまな挑発無効化テスト（provocation neutralization test）を実行する、多くの代替医療従事者がいるが、これらのテストの大部分は妥当性がなく、科学的に機能することが証明されていない。